# El desesperado
El desesperado es un cuadro del pintor francés Gustave Courbet. Realizado entre 1843 y 1845, es un autorretrato del artista en la imagen de un hombre joven que mira al espectador con desesperación e impaciencia. Este cuadro forma parte de una colección particular.